# Scotogramma albescens
Scotogramma albescens là một loài bướm đêm trong họ Noctuidae.